# Espartaquiada
L'Espartaquiada (rus: спартакиада) era el nom d'una sèrie d'esdeveniments poliesportius organitzats per la Sportintern entre 1928 i 1937. Posteriorment es va estendre a tots els esdeveniments esportius realitzats a l'URSS i després de 1945 a l'Europa de l'Est (Polònia, RDA, Hongria, Txecoslovàquia, Bulgària, Romania, Albània i Iugoslàvia). El nom esdevingué un homenatge a l'antic esclau traci revoltat contra Roma, Espàrtac.

## Espartaquiades Internacionals

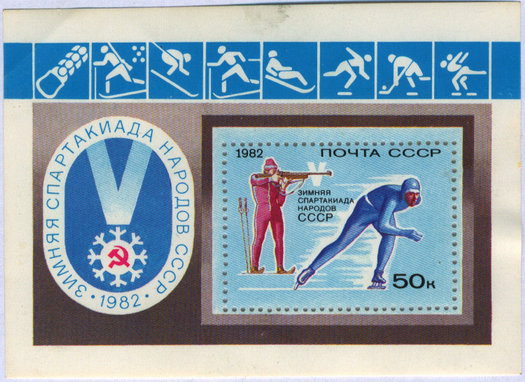
Cinquena Espartaquiada d'hivern del poble de la URSS en un segell de 1982

Aquesta sèrie d'esdeveniments va ser organitzada per la Sportintern com una forma de competir per l'hegemonia del moviment esportiu obrer que tenia la Internacional Esportiva Obrer Socialista i que organitzava les Olimpíades Obreres. Se'n van realitzar quatre edicions:
Edicions d'estiu:
- 1928: Moscou (URSS)
- 1931: Berlín (Alemanya)
- 1935: L'Espartaquíada de 1935 que s'havia de realitzar a Moscou va ser suspesa, la qual cosa no va impedir que la URSS emetés segells postals commemoratius d'aquest esdeveniment.

Edicions d'hivern:
- 1928: Oslo (Noruega)
- 1936: Oslo (Noruega)

Juntament amb la dissolució de la Sportintern (1937) i la participació de l'URSS en els Jocs Olímpics de Hèlsinki 1952 les Espartaquiades internacionals deixaren de realitzar-se.

## Espartaquiades a l'URSS
Les Espartaquiades a l'URSS, des del 1928, van passar a designar també tots els esdeveniments poliesportius en els seus diferents nivells, des del nivell local a la Espartaquiada dels Pobles de les URSS (Спартакиада народов СССР). Aquesta última té la seva primera versió en 1956.
També hi havia una Espartaquiada de la Joventut, així com la Espartaquiada dels Sindicats (Спартакиада профсоюзов).